# Vespa-cuco
Comumente conhecida como vespas-cuco, a família dos himenópteros Chrysididae é um grupo cosmopolita muito grande (mais de 3.000 espécies descritas) de vespas parasitoides ou cleptoparasitas, muitas vezes altamente esculpidas, com cores metálicas brilhantes criadas por coloração estrutural. Eles são mais diversos nas regiões desérticas do mundo, pois são tipicamente associados a espécies de abelhas solitárias e vespas, que também são mais diversas nessas áreas. Seu estilo de vida parasita de ninhada levou à evolução de adaptações fascinantes, incluindo mimetismo químico de odores do hospedeiro por algumas espécies.

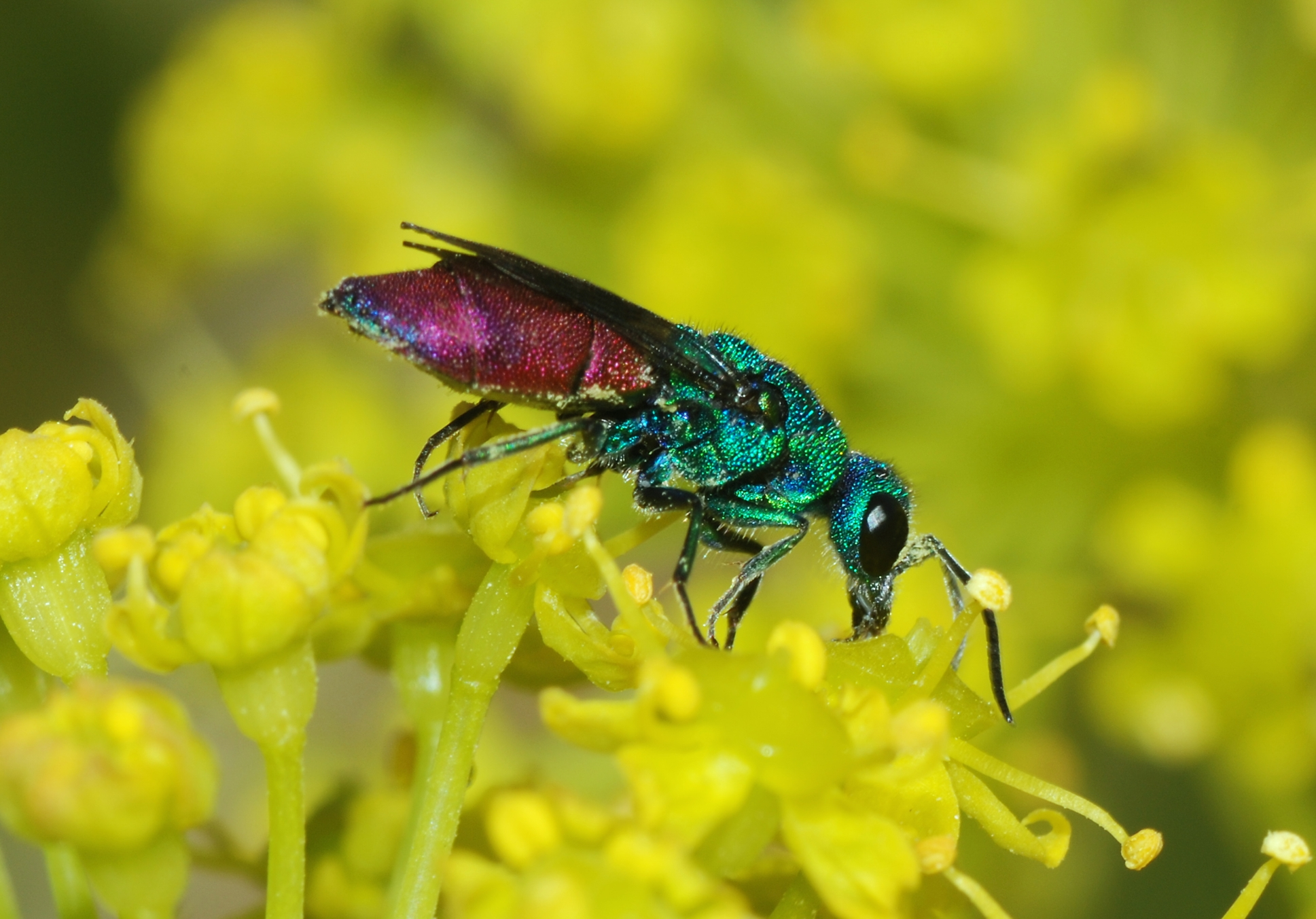
Chrysura refulgens

## Nomenclatura
O termo "vespa-cuco" refere-se ao modo semelhante ao cuco com que as vespas da família põem ovos nos ninhos de espécies hospedeiras não relacionadas.
Chrysididae, o nome científico da família, refere-se a seus corpos brilhantes e é derivado do grego chrysis, chrysid-, "vaso de ouro, vestido bordado a ouro", mais o sufixo familiar -idae. Os nomes comuns de muitas espécies homenageiam sua aparência: vespa-joia, vespa-do-ouro, vespa-esmeralda, vespa-rubi e assim por diante.